# Le Secret du Grand Canyon
Pour plus de détails, voir Fiche technique et Distribution.
Le Secret du Grand Canyon (titre original : Edge of Eternity) est un film américain réalisé par Don Siegel et sorti en 1959.

## Synopsis
Des meurtres violents ont été commis aux abords de la mine Kendon, dans le grand canyon du Colorado. Cette mine est désaffectée, mais durant son enquête, le shérif Martin fait la connaissance de la jeune héritière de l'endroit, Janice Kendon. Il découvre également que l'entreprise est à nouveau exploitée de manière frauduleuse. Au moment où il s'apprête à démasquer l'auteur des crimes, celui-ci s'enfuit en prenant Janice en otage...

## Fiche technique
- Titre : Le Secret du Grand Canyon
- Titre en Belgique : L'Or du Grand Canyon
- Titre original : Edge of Eternity
- Réalisation : Don Siegel
- Scénario : Richard Collins, d'après une histoire de Knut Swenson et Ben Markson
- Chef-opérateur : Burnett Guffey
- Musique : Daniele Amfitheatrof
- Montage : Jerome Thoms
- Décors : Frank Tuttle
- Direction artistique : Robert Peterson
- Production : Don Siegel, Kendrick Sweet
- Format: CinemaScope 2:35
- Durée : 80 min
- Date de sortie :
  - États-Unis : 2 novembre 1959

## Distribution
- Cornel Wilde (VF : Marc Cassot) : Les Martin
- Victoria Shaw (VF : Martine Sarcey) : Janice Kendon
- Mickey Shaughnessy (VF : Michel Roux) : Scotty O'Brien
- Edgar Buchanan (VF : Camille Guérini) : shérif Edwards
- Rian Garrick (VF : Serge Lhorca) : Bob Kendon
- Jack Elam (VF : Lucien Bryonne) : Bill Ward
- Alexander Lockwood : Jim Kendon
- Dabbs Greer (VF : Jean Berton) : le pompiste
- Ted Jacques (VF : André Valmy) : Suds Reese
- George Cisar (VF : Raymond Rognoni) : le commerçant vendant une voiture à R.E. Wallace
- Tom Fadden : Eli Jones
- Wendell Holmes (VF : Jacques Beauchey) : Sam Houghton